# 狼男 (1941年の映画)
『狼男』（おおかみおとこ、原題：The Wolf Man）は、1941年、アメリカのユニバーサル映画が製作した映画。狼男をテーマとしたホラー映画の代表作。主演ロン・チェイニー・ジュニア。監督・製作ジョージ・ワグナー。脚本はSF作家のカート・シオドマク。
製作が第二次世界大戦中であったため、日本では劇場未公開。戦後に『狼男の殺人』の題名でテレビ放映され、長くその名で知られてきた。2003年に『狼男』としてDVDがリリースされたのに伴い、現在では一般にこの題名で呼称されている。

## 概要
1930年代に『魔人ドラキュラ』、『フランケンシュタイン』を始めとしてホラー映画のヒット作を多く生み出してきたユニバーサル社が、サイレント時代の怪奇スター、ロン・チェイニーの息子ロン・チェイニー・ジュニアを新たなスターとして製作したホラー映画。人狼伝説に基づいているが、特に原作小説を持たないオリジナル作品である。また、ユニバーサルは1935年に狼男をテーマとして『倫敦の人狼』を作っているが、それとの継続性はない。設定も異なる独立した作品である。
本作は戦時下の公開であったがヒットし、狼男はドラキュラ伯爵、フランケンシュタインの怪物、ミイラ男（カーリス）と並ぶホラー分野の有名キャラクターとなった。また、この映画のヒットが現代における「狼男」伝説の基本イメージを決定づけ、本来西洋の狼男伝説には必ずしもなかった「狼男に噛まれた者は狼男になる」「狼男は不死身であるが銀の弾丸で死ぬ」といった設定がもとからの伝説であったかのように世界的に誤解され、その後の狼男作品が創作されることとなった。
劇中のローレンス・タルボットは本来好人物であるが、狼憑きに噛まれたために満月の夜になると狼男に変身し、自分の意思に関係なく殺人を犯してしまう二重人格的なキャラクターである。その人間ローレンスの苦悩と、凶暴な獣人の恐怖を演じたチェイニー・ジュニアも、この狼男を最大の当たり役として1940年代を代表する怪奇スターとなった。
一方でタルボットを襲う狼憑きを演じたのは、『魔人ドラキュラ』のドラキュラ役で知られる1930年代の大スターであったベラ・ルゴシ。本作では端役に近い位置付けで、怪奇の主演スター交代を印象付けた。
本作のヒットにより1943年には続編となる『フランケンシュタインと狼男』が制作されたが、同作はフランケンシュタインシリーズの続編でもある。二つのシリーズが融合して一つの世界を形成することになった。チェイニーは先行する『フランケンシュタインの幽霊』（1942年）ではモンスターを演じていたが、この『フランケンシュタインと狼男』ではモンスターはベラ・ルゴシに譲り、狼男役に専念した。チェイニーはその後も3本、合計5本のユニバーサル・ホラーで狼男を演じた。

## ストーリー

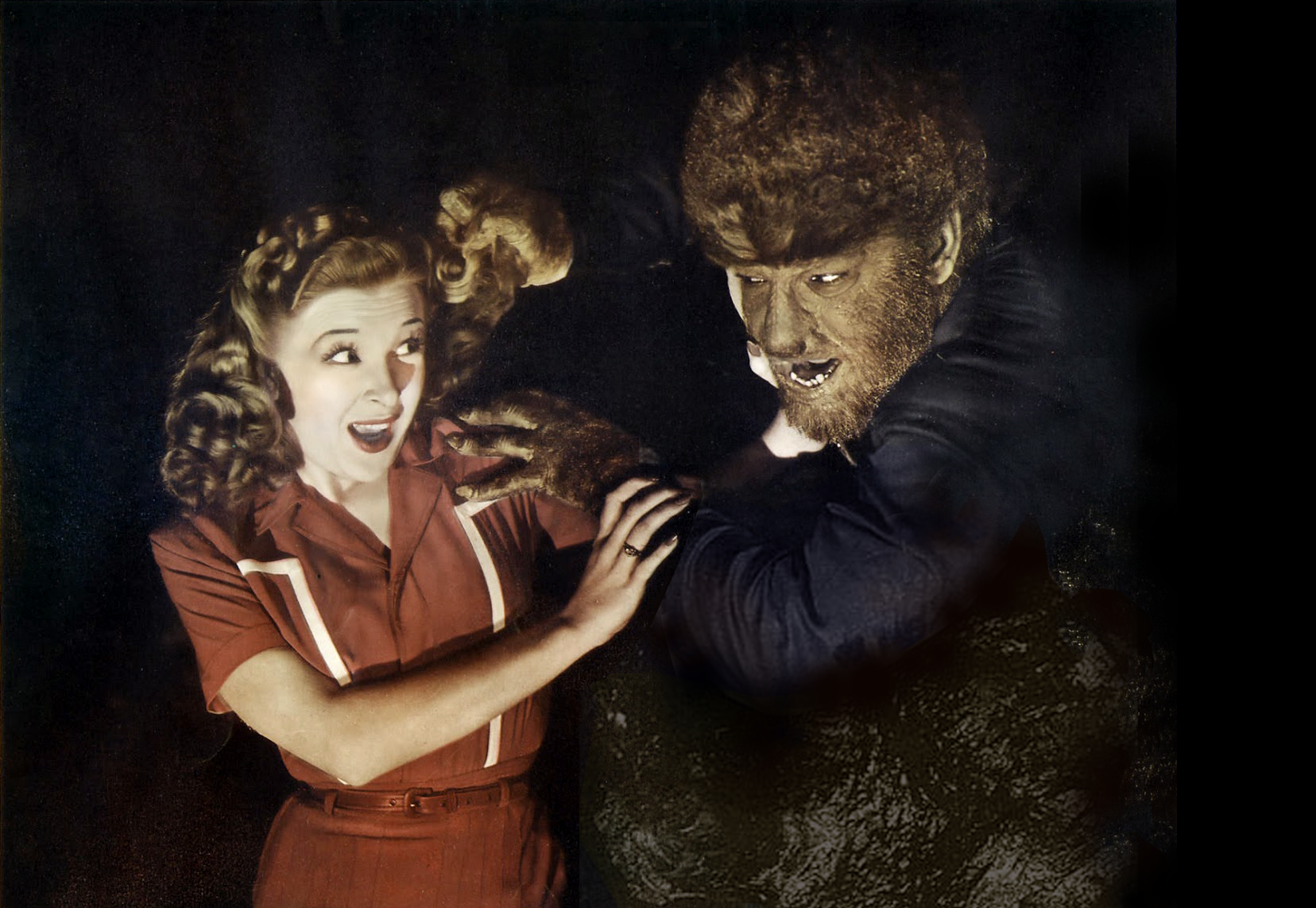

ウェールズの名門タルボット家の次男ローレンス（ラリー）は、兄の死に伴い父ジョンの跡継ぎになるために故郷に帰ってきた。ラリーは父が購入した望遠鏡で町を眺めていて一目惚れした骨董屋の娘グエンと、その友人ジェニーと共にジプシーの占い師ベラの元に出かける。ジェニーが占いを受けている間、ラリーはグエンを連れて沼を散策するが、ジェニーの悲鳴が聞こえたためラリーは悲鳴のする方向に向かう。そこではジェニーが狼に襲われており、ラリーはグエンの店で購入した銀のステッキで狼を殴り殺すが、狼に噛み付かれてしまい屋敷に運び込まれる。ラリーの友人マンフォード警部はロイド医師と共に現場に向かうが、そこにはジェニーとベラの遺体があり、さらに銀のステッキが落ちていた。翌朝、ラリーの傷がなくなっていることが判明し、警察はラリーがベラを殺害したと疑う。ラリーは無実を訴えるが、町の人々はラリーを疑い距離を置くようになる。
ラリーはジプシーが集まる祭りに出かけ、グエンと彼女の婚約者フランクと出会う。三人は祭りを楽しむが、ラリーは途中で二人と別れ、ベラの母マレーバに接触する。マレーバは「ベラは狼憑きであり、彼に噛まれたラリーも狼男になる。狼男は銀の弾丸かステッキでしか殺せない」と告げ、魔除けのために五芒星のペンダントを渡す。恐怖を感じたラリーがテントを出ると、マレーバは仲間に「狼男が現れる」と警告して町を出るように伝える。ラリーはペンダントをグエンに渡して一人で屋敷に戻るが、狼男に変身して墓掘りのリチャードソンを殺してしまう。マンフォードとフランクは狼男を狩るための罠を仕掛け始め、憔悴したラリーはロイドに助けを求める。ロイドは、ラリーを精神分裂症と診断して町の外で治療するように助言するが、タルボット家の不名誉を恐れたジョンに拒否される。
その日の夜、再び狼男に変身したラリーは屋敷を出るが、マンフォードとフランクが仕掛けた罠にかかってしまう。ラリーは通りかかったマレーバの呪文によって人間の姿に戻りグエンの元に向かい、彼女に町から出て行くことを告げる。翌朝、ラリーは町を出ようとするがジョンに止められ、息子にかけられた疑いを晴らすため、彼を屋敷の部屋に監禁する。ジョンは警察の狼男狩りに参加するが、ラリーはジョンに「銀のステッキを持っていて欲しい」と伝える。狼男に変身したラリーは警察に追い立てられて沼地に逃げ、彼の身を案じてやってきたグエンを襲ってしまう。そこに、屋敷に戻りラリーがいることを確認しようとしたジョンが現れ、彼は身を守るために狼男をステッキで殴り殺す。駆け付けたマレーバが呪文を唱えると、狼男はラリーの姿に戻り、ジョンとグエンは愕然とする。ラリーの遺体を見たマンフォードは、「ラリーはグエンを守ろうとして死んだ」と語り、グエンを慰める。

## キャスト
- ローレンス・タルボット：ロン・チェイニー・ジュニア（声：雨森雅司）
- ジョン・タルボット卿：クロード・レインズ（声：千葉順二）
- ロイド医師：ウォーレン・ウィリアム（英語版）
- ポール・マンフォード警部：ラルフ・ベラミー
- マレーバ：マリア・オースペンスカヤ
- グエン・コンリフ：イヴリン・アンカース（声：岡奈津美）
- フランク・アンドリュース：パトリック・ノウルズ（英語版）
- ベラ：ベラ・ルゴシ
- チャールズ・コンリフ：J・M・コリガン（英語版）
- ジェニー・ウィリアムズ：フェイ・ヘルム（英語版）
- トゥイードル：フォレスター・ハーヴェイ（英語版）
  - 日本語吹替その他：石原良、幸つや子、佐伯久

※吹替放送1964年2月6日NET『ショック！』

## シリーズ作品
本作のヒットによりユニバーサル映画はチェイニー・ジュニアを狼男役として4本の続編を製作した。しかし第2作以降はフランケンシュタイン・モンスターやドラキュラなど複数の怪物が競演する怪物エンターテインメント的作品になっていった。シリーズ作は以下の通り。
1. 狼男 （1941年）
2. フランケンシュタインと狼男 （1943年　モンスター役:ベラ・ルゴシ）
3. フランケンシュタインの館　（1944年 モンスター役：グレン・ストレンジ／ドラキュラ役：ジョン・キャラダイン）
4. ドラキュラとせむし女　（1945年 モンスター役：グレン・ストレンジ／ドラキュラ役：ジョン・キャラダイン）
5. 凸凹フランケンシュタインの巻　（1948年 モンスター役：グレン・ストレンジ／ドラキュラ役：ベラ・ルゴシ）

## リメイク
当初は2009年2月に全米公開される予定だったが、追加撮影などのために2010年2月12日に延期された。日本では2010年4月23日公開。
2025年1月にリブート作品Wolf Manが全米公開される予定。ジェイソン・ブラム製作、リー・ワネル監督。